# John Harvey Kellogg
John Harvey Kellogg, född 26 februari 1852 i Tyrone Township, Livingston County, Michigan, död 14 december 1943 i Battle Creek, Michigan, var en amerikansk läkare som bland annat uppfann cornflakes och patentansökte för jordnötssmör 1895.
Kellogg var medlem i de hälsoinriktade sjundedagsadventisterna och blev en stark förkämpe för vegetarianism och hälsosamt leverne och var föreståndare för ett välkänt sjundedags-hälsocenter, Battle Creek Sanitarium. Hans bror Will Keith Kellogg grundade senare Kelloggs.
Kellogg var en stor förespråkare för sexuell avhållsamhet och såg onani som något mycket ont. Han förespråkade bland annat omskärelse utan bedövning hos unga pojkar och att stryka fenol på flickors klitorisollon som ett sätt att motverka onani. Cornflakes har ansetts vara Kelloggs recept mot onani, men det handlade huvudsakligen om en rekommendation om enkel, intetsägande diet som ett av flera sätt för avhållsamhet. Majsflingorna skapades som en lättsmält, förberedd och hälsosam frukostmat, särskilt för patienter på Kelloggs sanatorium, och har inte marknadsfört som annat än mat.